# 苏联蒙太奇学派
苏联蒙太奇学派（俄语：Советская школа монтажа）是形成于20世纪20年代苏联的电影理论流派，依赖称为“蒙太奇”（法語：montage，剪接）的剪辑手段，通过一连串镜头的组接传达表意，并将之视为电影艺术的内涵所在，因而得名。蒙太奇学派的理论和实践对世界电影艺术有着深远影响，开创形式主义电影之先河。20世纪30年代，蒙太奇学派遭到苏联官方压制，当局更鼓励社会主义现实主义风格的创作。
蒙太奇学派的理论家相信蒙太奇是电影制作的基础，也是最能调动观众情感的表现媒介。这些理论家包括谢尔盖·爱森斯坦、列夫·库里肖夫、弗谢沃罗德·普多夫金等，他们原本都是艺术理论学者，对电影、戏剧和文学有过大量分析研究。蒙太奇学派的大多数影片都有着明确的政治宣传主题，但是仍因其风格强烈而创新的制作手段而被归类为先锋派艺术。蒙太奇学派虽非当时苏联电影的主流趋势，但仍对后世欧洲电影艺术有着深远影响。
蒙太奇学派的代表人物有谢尔盖·爱森斯坦、列夫·库里肖夫、弗谢沃罗德·普多夫金、狄齊卡·維托夫、格里戈里·科津采夫、列昂尼德·特劳贝格、亚历山大·多夫任科。代表作包括爱森斯坦导演的《罢工》《战舰波将金号》《十月：震撼世界的十天》；多夫任科的《母亲》《土地》；维尔托夫的《持攝影機的人》。

## 历史

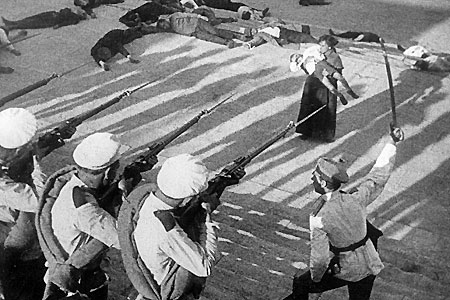
1925年电影《战舰波将金号》著名的“敖德萨阶梯”场面，通过蒙太奇手段营造强烈的情绪。本片亦是蒙太奇学派的代表作品

谢尔盖·爱森斯坦是蒙太奇学派最重要的倡导者和奠基人，他最早在无产阶级文化协会从事创作，逐渐将蒙太奇注入到电影创作之中，形成蒙太奇理论。他的创作可分为两个时期。第一个时期的特点是“群众戏剧”，重点是将马克思主义的无产阶级政治斗争形式化。《罢工》和《战舰波将金号》是这一时期的著名作品，主要讲述群众的反抗。第二个时期，他转向个人化叙事，并以辩证唯物主义为指导原则。尽管爱森斯坦的理论成就未得到当代电影制作人的同等认可，他的理论却不断在不同类型、不同国家、不同语言和不同政治体的电影中得到实践。
列夫·库里肖夫通过一系列实验，提出“库里肖夫效应”，亦成为蒙太奇学派的理论基础。在一次实验中，他将无任何表情的男性面部画面，分别剪辑接上一盆汤、一口棺材和一位小女孩的画面，观众却对这四组画面产生了不同的情感认同。据此，库里肖夫认为，这种感官效果是镜头剪辑语言所带来，电影的情绪不仅仅是从单个镜头的内容来反映，而是通过多个画面之间的组合连接来暗示表达的。
蒙太奇学派的成就较晚被西方世界所知，到1928年，爱森斯坦的理论才传到英国媒体界。法国电影理论家安德烈·巴赞反对蒙太奇学派的理论，巴赞及电影手册派认为完整而自然的镜头是电影艺术的内涵所在，而非镜头的组接。
1928年，苏共中央政治局通过决议实施第一个五年计划，其中指出电影工业应由苏共统一集中领导，国内电影应加强意识形态监督，去除资产阶级影响。1930年，成立全苏电影业联合公司，管理苏联所有加盟共和国影片的制作、发行和放映，鲍里斯·舒米亚茨基任主席。舒米亚茨基反对先锋派艺术，此后苏联电影转向社会主义现实主义风格，并得到斯大林政权支持，在1934年被确立为苏联的官方艺术风格。

## 理论
谢尔盖·爱森斯坦在《电影形式的辩证法》一书中指出蒙太奇是“电影的神经”，“确定蒙太奇的本质，就是在解决电影的媒介特异性问题”。据此，蒙太奇的应用是电影与其他媒介的本质区别所在——构成影片力量的是镜头的剪辑，而非影像本身的内容。在相连的画面序列中可以提取出复杂的思想，将之串联起来，就构成一部影片的全部思想。普多夫金认为独立的镜头影像本身是“死的”对象，只有当这些影像组接起来，这些影像才算是有了生命。普多夫金认为当时的无声电影采用字幕卡支持叙事，但文字的力量远远不够。
蒙太奇学派对于当时的电影制作的一些概念有着不同的认识和用法。例如，传统电影中，剪辑服从于既定的叙事，以空间为导向，填补电影叙事进程中不同地点和时刻之间的空白。蒙太奇学派则认为，影片的意义就在于影像之间的辩证关系，因此剧本不是最重要的，重要的是镜头之间所产生的联系；空间也可以是不连续的，而这种空间选择的自由亦给予影片操纵观众认知的余地。例如《持摄影机的人》中即组接了人们在不同地点和时间的活动。蒙太奇学派还提倡以各种非常规构图表意，例如逆光仰视构图、倾斜构图等，亦可见双重曝光和分屏（尤其是维尔托夫的作品）等特殊效果。